# Yoeri Albrecht
Yoeri Albrecht (Amsterdam, 1967) is een Nederlands journalist en de algemeen en artistiek directeur van cultureel centrum De Balie in Amsterdam. Ook is hij voorzitter van Vereniging Veronica. Verder is hij bestuurslid en mede-initiatiefnemer van de European Press Prize, voorzitter van de Raad van Toezicht van de Open Society Foundation Europe, van 2022-2023 lid van de Raad van Toezicht van onderzoeksjournalistiek platform Bellingcat en kernlid van de Sociaal Creatieve Raad.

## Biografie
Albrecht studeerde geschiedenis, filosofie en internationaal recht aan de Universiteit Leiden en European Politics aan de Universiteit van Oxford, alwaar hij "Junior Dean" was aan The Queen's College en college gaf in geschiedenis en filosofie. Hij volgde onder meer college bij Isaiah Berlin en George Steiner. Zijn promotor was Prof. Peter Pulzer van All Souls College.
Al tijdens zijn studietijd schreef hij stukken voor Vrij Nederland, waar hij ruim vijftien jaar (politiek) redacteur was. Aanvankelijk was Albrecht algemeen redacteur later Haags politiek redacteur. Hij schreef interviews (onder andere met Umberto Eco, Joschka Fischer, Wim Kok, Yitzhak Shamir, Judith Herzberg  en Richard von Weizsäcker), reportages, columns en onderzoeksjournalistieke stukken. Later schreef hij voor onder meer The New York Times, Elsevier en de Volkskrant.
Tussen 1980 en het begin van de jaren negentig maakte Albrecht – samen met Chris Rutenfrans, Oek de Jong, René van Hezewijk, Peter Nelissen, Joost Vroege en Jaap Verraes – deel uit van de Platoclub, een kring rond de schrijfster Andreas Burnier.
Vanaf 2003 tot vlak na de heropening in 2012 was Albrecht lid van de eerste Raad van Toezicht van het Stedelijk Museum Amsterdam. In 2009 was hij interim-hoofdredacteur van Wordt Vervolgd, het magazine dat wordt uitgegeven door Amnesty International. Ook was Albrecht hoofdredacteur van Leidraad, het alumniblad van de Universiteit Leiden. In 2014 was hij voorzitter van de jury van het Gouden Kalf tijdens het Nederlands Filmfestival in Utrecht. Albrecht is directeur (lid) van de Koninklijke Hollandsche Maatschappij der Wetenschappen.
Albrecht was vast politiek commentator voor Goedemorgen Nederland en presentator voor BNR Nieuwsradio. Voor de AVRO-televisie bedacht en ontwikkelde hij het door Theo van Gogh geregisseerde interviewprogramma Krachtstroom, waarin hij samen met Lennart Booij twee gasten interviewde. Samen met Theo van Gogh maakte hij het dagelijkse interviewprogramma "Vragen om Moeilijkheden" voor BNR. Verder maakte hij televisieprogramma's voor onder andere AT5, Teleac, de NCRV en de KRO. Vanaf oktober 2007 was hij een van de presentatoren van de tv-zender Het Gesprek. Daarnaast was hij vast panellid bij Standpunt Café op Radio 1. Tegenwoordig is hij een van de leden van het Mediaforum van Spraakmakers (voorheen Lunch!).
In december 2010 trad hij aan als directeur van debat- en kunstcentrum De Balie aan het Leidseplein in Amsterdam. De Balie groeide onder zijn leiding van een Amsterdams Centrum uit, tot een internationaal centrum voor debat en kunst. Het centrum werd in 2021 opgenomen in de landelijke culturele basisinfrastructuur (BIS). De laatste jaren waren er vele internationale kunstenaars, denkers en politici te gast, onder andere: Francis Fukuyama, Zadie Smith, Zineb El Rhazoui, Thomas Piketty, Carles Puigdemont, Michael Ignatieff, Tom Holland (auteur), Rem Koolhaas, Alfonso Cuarón, Nawal el Saadawi en vele anderen.